# Il presidente - Una storia d'amore
Il presidente - Una storia d'amore (The American President) è un film statunitense del 1995 diretto da Rob Reiner.
Il film è stato classificato dall'American Film Institute tra le 100 più grandi storie d'amore d'America, posizionandolo al n. 75 della lista.

## Trama
Andrew Shepherd, presidente degli Stati Uniti, è spiritoso, democratico e circondato da uno staff efficiente guidato dal vecchio amico e collega A.J. MacInerney. Lo staff è composto da Lewis Rothschild, consigliere per la politica interna, Robin McCall, l'addetta stampa, Janie Basdin, assistente personale, nonché dall'incaricato dei sondaggi Leon Kodak.
Rimasto vedovo e solo con la figlia  dodicenne Lucy, Andrew gioca la sua rielezione con due decreti: uno sulla riduzione dell'uso privato delle armi e l'altro, patrocinato da una lobby ecologista che lo ha appoggiato nella nomina.
Ed è proprio l'avvocatessa ambientalista ingaggiata dalla lobby, la volitiva Sydney Ellen Wade, che irrompe non solo nella Casa Bianca ma nella vita di Andrew che, attirato dalla franchezza della donna, che commette una gaffe dopo l'altra, se ne innamora.
Ma la love story provoca le manovre del senatore leader della minoranza, Bob Rumson, il quale scopre che 10 anni prima Sydney Ellen Wade durante un corteo di protesta aveva bruciato la bandiera americana e utilizza questo fatto per screditarne l'immagine.
L'idillio giunge ad un punto di rottura quando viene dimezzata la portata del trattato sull'ambiente, per il quale Sydney si è battuta col suo staff per raggiungere il quorum di voti per la rielezione di Shepherd.
Gli attacchi sempre più pesanti di Rumson e l'abbandono della donna amata scatenano l'orgoglio dell'uomo che reagisce in diretta televisiva, facendo riportare il decreto alla stesura originaria e promuovendo il disarmo che aveva promesso. La stampa, l'opinione pubblica ed il senato reagiscono in modo entusiasta e Sydney può riabbracciare l'uomo che ama e che è tornata a stimare.